# Colonna persiana

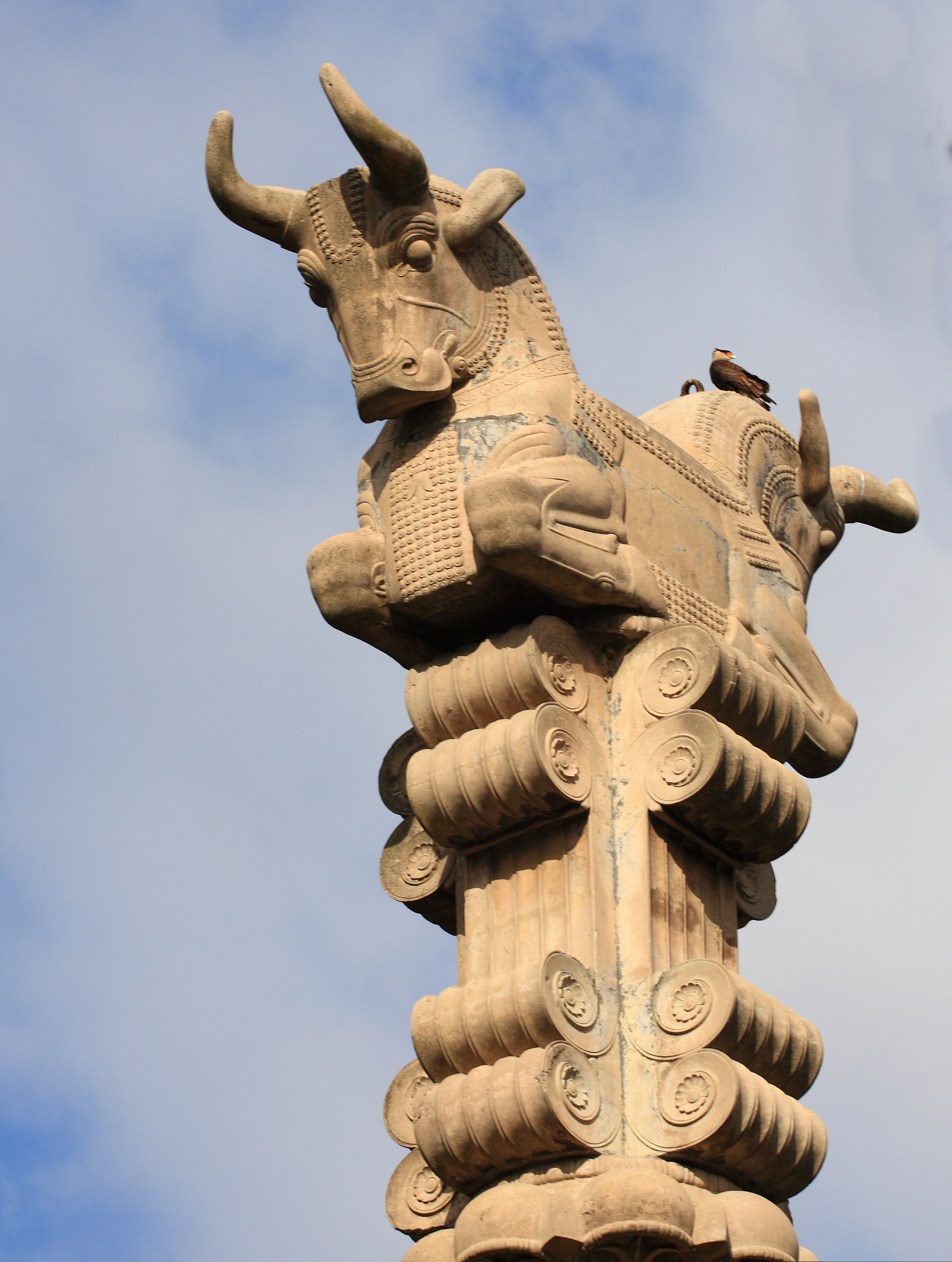
Cima di un esemplare di colonna persiana achemenide, Persepoli

La colonna persiana o colonna persepolitana è la forma distintiva di colonna sviluppata nell'architettura achemenide dell'antica Persia, probabilmente a partire da poco prima del 500 a.C. È conosciuta principalmente da Persepoli, dove le massicce colonne principali hanno una base, un fusto scanalato e un capitello a doppio animale, la maggior parte con tori. I palazzi achemenidi avevano enormi sale ipostile, chiamate apadana, sostenute in profondità da diverse file di colonne. La Sala del Trono o "Sala delle cento colonne" a Persepoli, che misura 70 × 70 metri, fu costruita dal re achemenide Artaserse I. La sala apadana è ancora più grande. Queste includevano spesso un trono per il re e venivano usate per grandi assemblee cerimoniali; le più grandi, a Persepoli e a Susa, potevano ospitare diecimila persone alla volta.
Gli Achemenidi avevano poca esperienza di architettura in pietra, ma furono in grado di importare artisti e artigiani da tutto il loro impero per sviluppare uno stile imperiale ibrido attingendo alle influenze della Mesopotamia, dell'Egitto e della Lidia in Anatolia, così come dell'Elam nella stessa Persia. Lo stile venne probabilmente sviluppato nel Palazzo di Dario a Susa, ma le strutture sopravvissute più numerose e complete sono a Persepoli, dove rimangono in piedi molte colonne. La costruzione dell'edificio imperiale venne fermata bruscamente dall'invasione di Alessandro Magno nel 330 a.C., quando Persepoli fu bruciata e saccheggiata.

## Descrizione

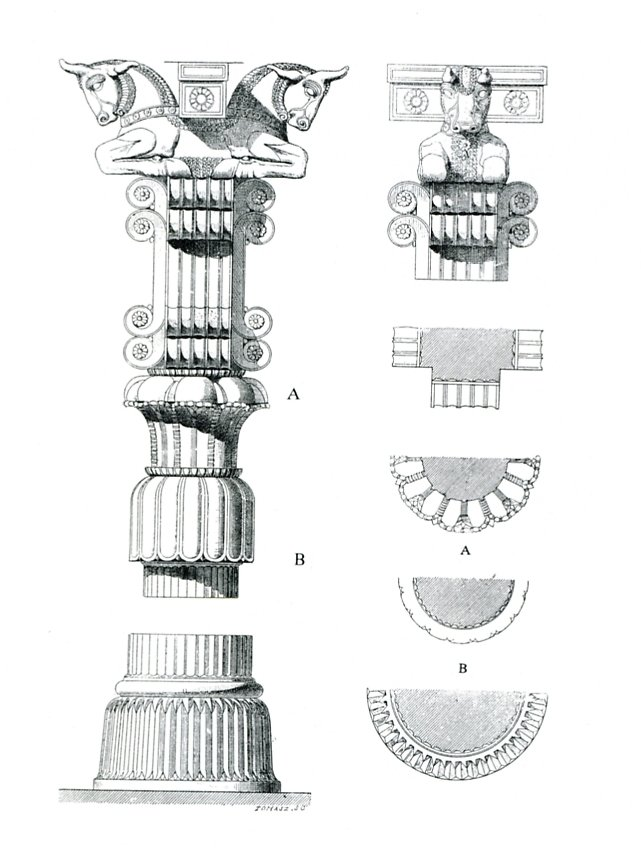
Pianta, vista frontale e laterale di una tipica colonna di Persepoli

Le forme delle colonne e dei capitelli variano leggermente tra i diversi edifici. Generalmente i capitelli sono scolpiti con due animali, schiena contro schiena, riccamente decorati e sporgenti dalla colonna. Questi fungono da mensole per sostenere l'architrave o le travi del tetto, mentre le schiene piatte degli animali sostengono le travi che corrono ad angolo retto. Poiché sono sporgenti, gli animali possono essere chiamati protomi. Il toro è l'animale più comune, ma esistono anche leoni, tori con testa d'uomo alla maniera dei lamassu assiri, e grifoni con teste d'aquila e corpo di leone.
I tori e i leoni possono riflettere il simbolismo intorno a Nowruz, il Capodanno persiano all'equinozio di primavera, di un toro in eterno combattimento che personifica la luna e un leone che personifica il sole. Questo era il giorno in cui le nazioni tributarie presentavano il loro tributo annuale al re, come illustrato nei rilievi delle scale a Persepoli, ed è stato suggerito che Persepoli sia stata costruita appositamente per le celebrazioni di Nowruz.
Il capitello è molto più lungo che nella maggior parte degli altri stili di colonne. Mentre alcune colonne più piccole si spostano rapidamente dagli animali al semplice pozzo sottostante, gli esempi più grandi e grandiosi hanno una lunga sezione intermedia con doppie volute in alto e, invertite, in fondo a una lunga zona quadrata scanalata, sebbene il fusto della colonna sia rotondo. Nella parte superiore dell'asta rotonda scanalata ci sono due sezioni con un disegno vagamente a base vegetale, la parte superiore a forma di "cima di palma", che si allarga mentre si alza, e la parte inferiore che suggerisce foglie cadenti verso il basso. Altri capitelli hanno gli animali e i due elementi vegetali inferiori, ma non la sezione intermedia con le volute. Tra i vari elementi sono presenti diverse piccole modanature, che riflettono uno stile greco. Le corna e le orecchie degli animali sono spesso pezzi separati, inseriti nella testa tramite tappi quadrati. Le colonne erano levigate e almeno i capitelli erano dipinti, nel caso di quelli lignei su un rivestimento in gesso. Lo stile riflette le influenze delle molte culture che l'impero persiano conquistò tra cui Egitto, Babilonia e Lidia, così come la Grecia, dove i persiani ebbero solo un successo temporaneo; il risultato finale è tipicamente persiano.
Si pensa che le colonne di pietra sopravvissute siano state precedute da versioni in legno, e queste abbiano continuato ad essere utilizzate. Il passaggio alla pietra potrebbe essere avvenuto quando alberi sufficientemente grandi per gli edifici più importanti divennero difficili o impossibili da reperire. I fusti delle colonne possono raggiungere i 20 metri di altezza. Il basamento è in pietra, anche per le colonne in legno, e talvolta reca un'iscrizione che dice quale re abbia fatto erigere l'edificio. La maggior parte sono rotondi, ma un primo tipo quadrato ha due gradini.

## Uso e influenza
La forma completa della colonna persiana sembra essere stata utilizzata solo in alcuni siti al di fuori della Persia intorno all'impero nel periodo achemenide, in Armenia e persino nelle colonie levantine in Iberia. Le colonne influenzarono le Colonne di Ashoka erette in India circa 80 anni dopo che Alessandro Magno distrusse l'Impero Persiano e altri edifici imperiali nell'architettura dell'Impero Maurya. Il capitello del leone di Mathura, molto più piccolo, del I secolo, mostra una chiara influenza. Sono presenti nella decorazione in rilievo intorno agli stupa buddisti a Gandhara nel II o III secolo, e colonne persiane decorano le grotte di Karla e di Nasik. Lo stile non si sviluppò nella stessa Persia, ma gli elementi continuarono ad apparire sotto dinastie successive prima dell'arrivo dell'Islam.

## Revival moderno

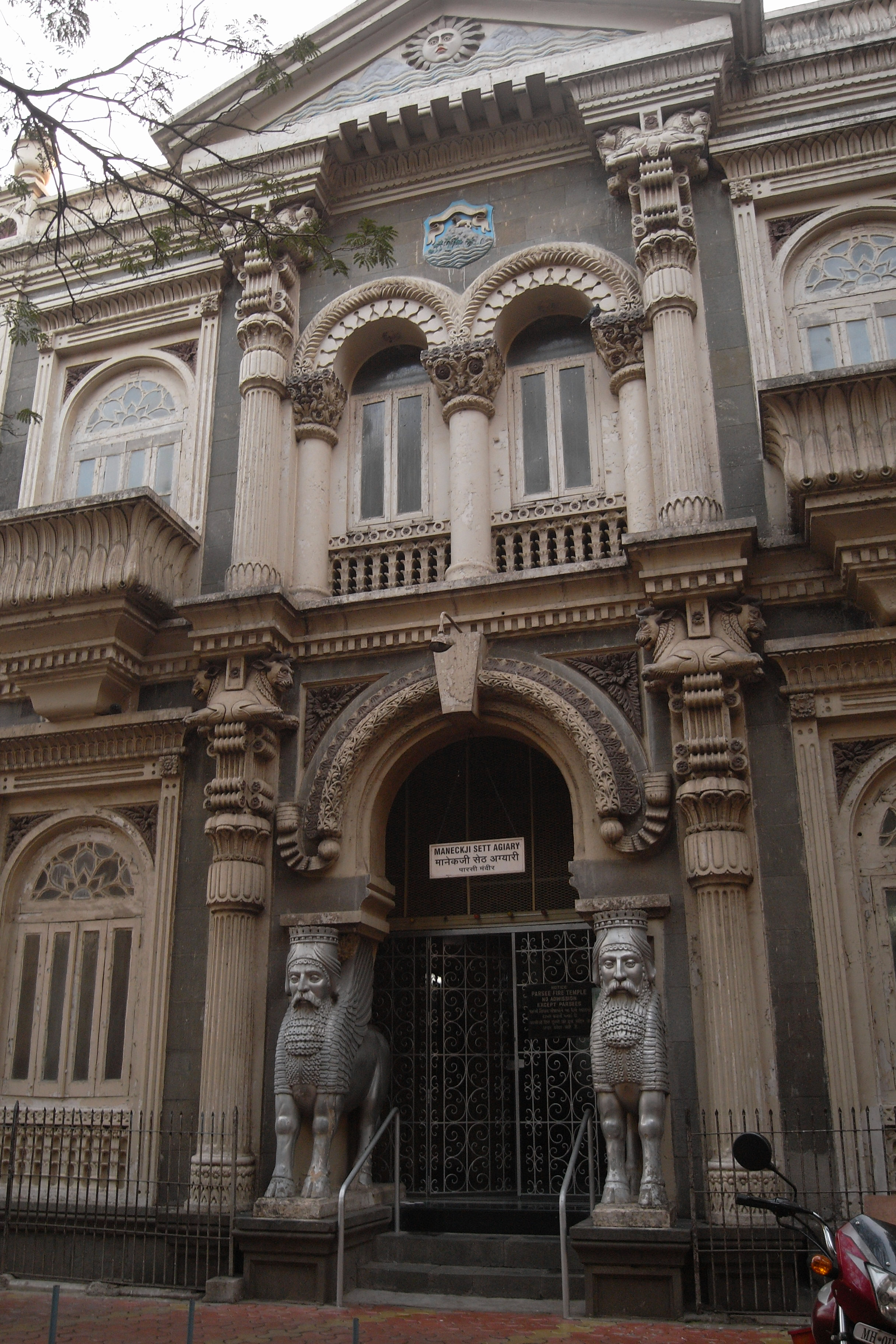
Maneckji Sett Agiary, un tempio del Fuoco Parsi a Mumbai, India, 1891

A partire dal XIX secolo fu ripresa la piena forma persepolitana della colonna, inizialmente dai parsi in India e da eclettici architetti in Europa, e solo successivamente utilizzata negli edifici pubblici in Iran sotto la dinastia Pahlavi (dal 1925), sebbene l'ex palazzo reale nel giardino di Afif-Abad, del 1863, utilizzi provvisoriamente alcuni elementi dei capitelli.
Reza Shah, il primo Pahlavi Scià dell'Iran, promosse l'interesse per gli achemenidi in vari modi per favorire il nazionalismo iraniano e sostenere la legittimità del suo regime. Edifici significativi a Teheran sono stati supervisionati, per quanto riguarda l'autenticità del loro stile, da archeologi europei, in particolare André Godard, Maxime Siroux (entrambi anche architetti) ed Ernst Herzfeld, che erano stati invitati in Iran per scavare, curare e formare gli studenti. Questi includono il quartier generale della polizia e la sede della Banca Melli Iran.
Sebbene la Repubblica islamica dell'Iran preferisca edifici che si riferiscono all'architettura islamica, colonne persiane in miniatura sostengono il Padiglione degli studiosi donato all'Ufficio delle Nazioni Unite a Vienna nel 2009.

## Galleria d'immagini

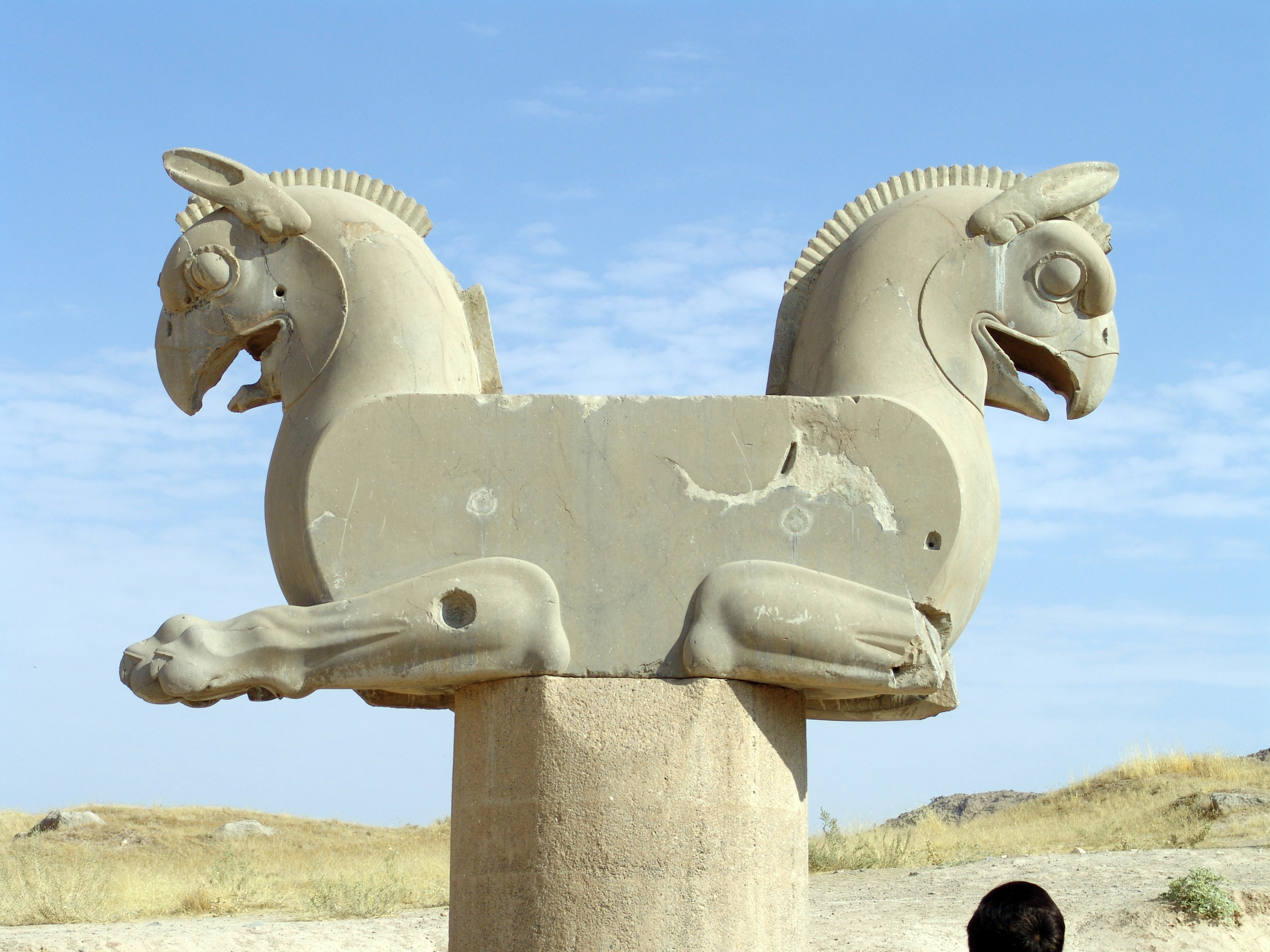
Capitello con grifoni a Persepoli. Le travi del tetto presumibilmente riempivano la superficie laterale piana
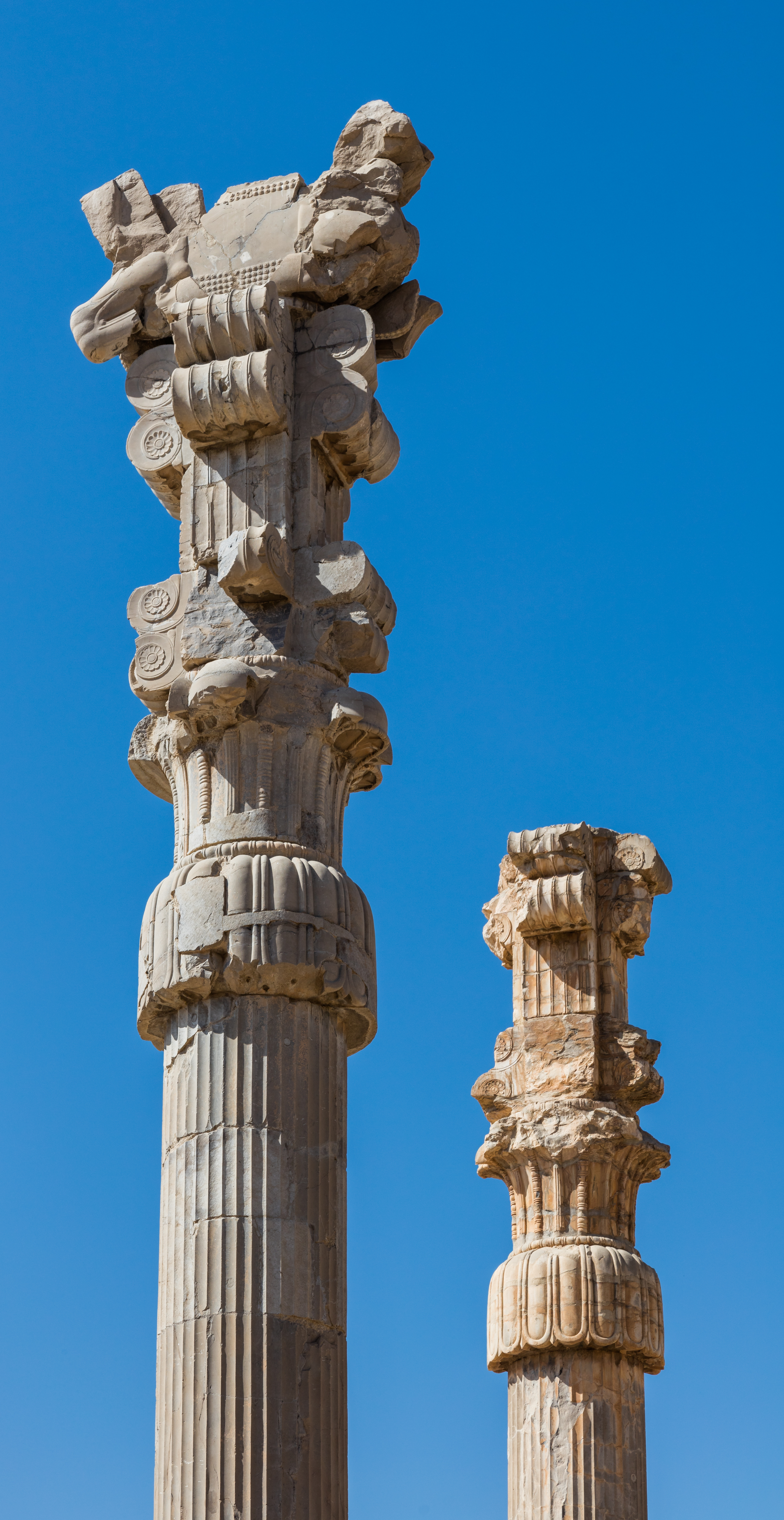
Rovine di Persepoli
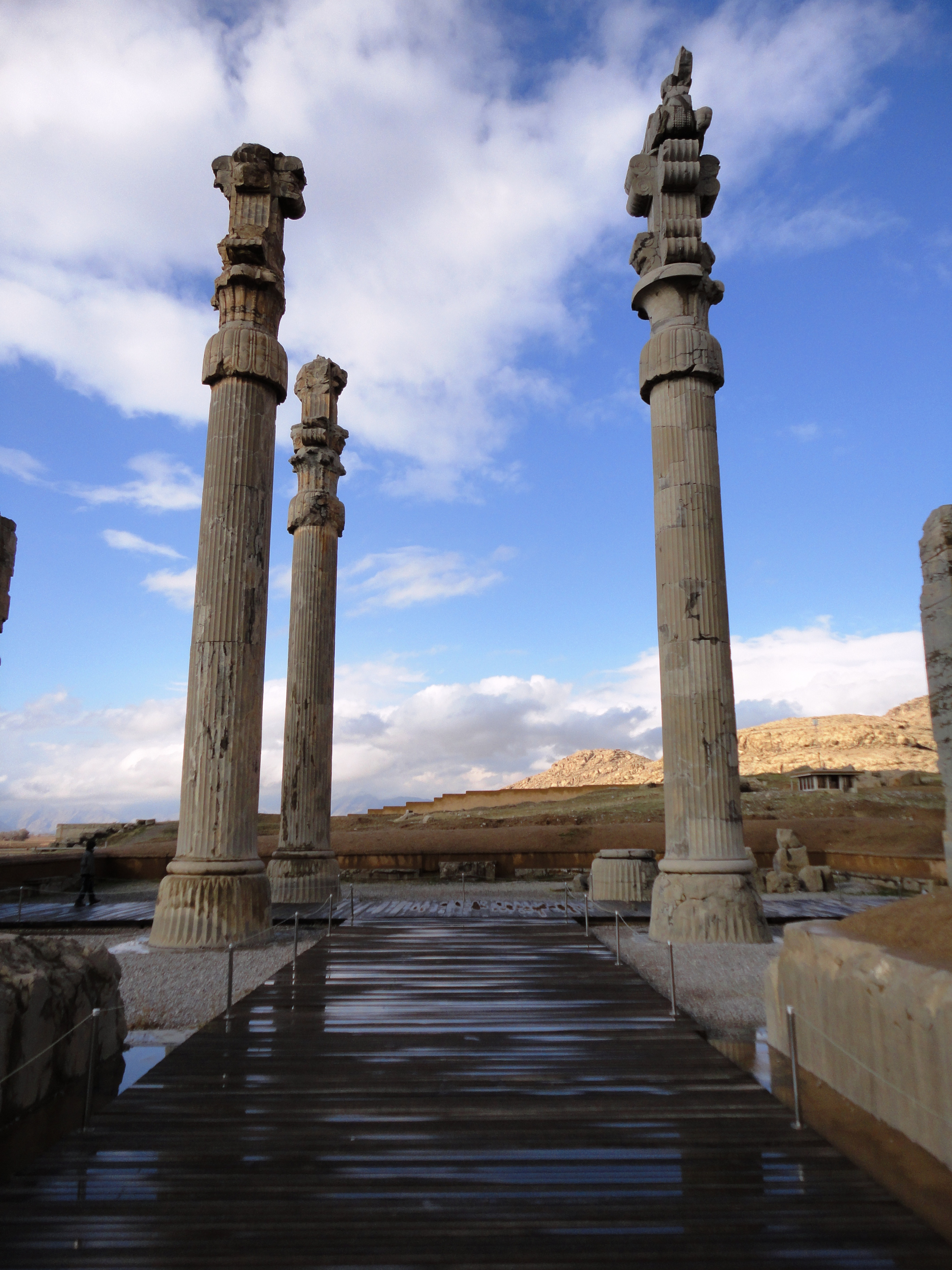
Rovine di Persepoli
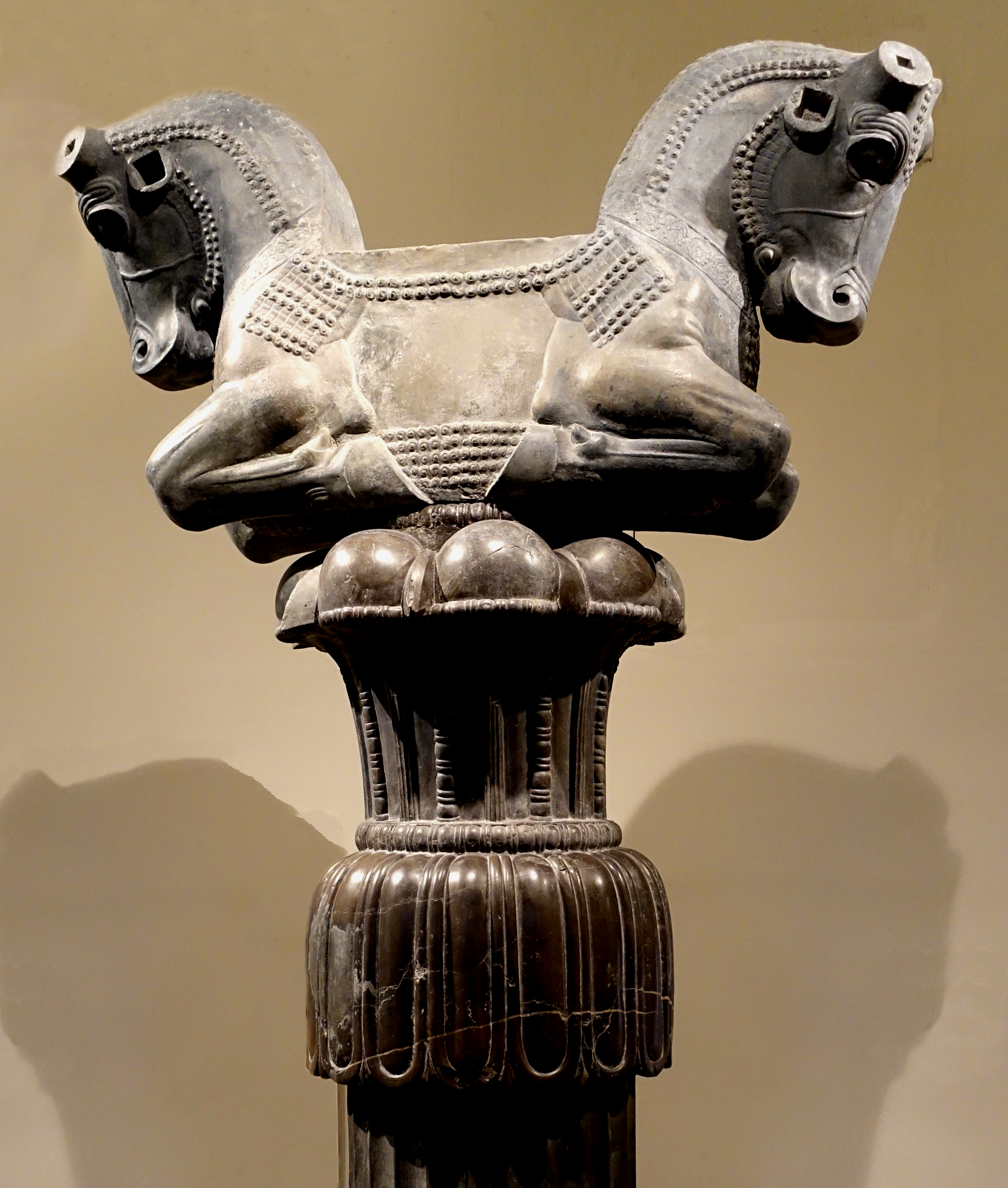
Altro capitello achemenide da Persepoli.
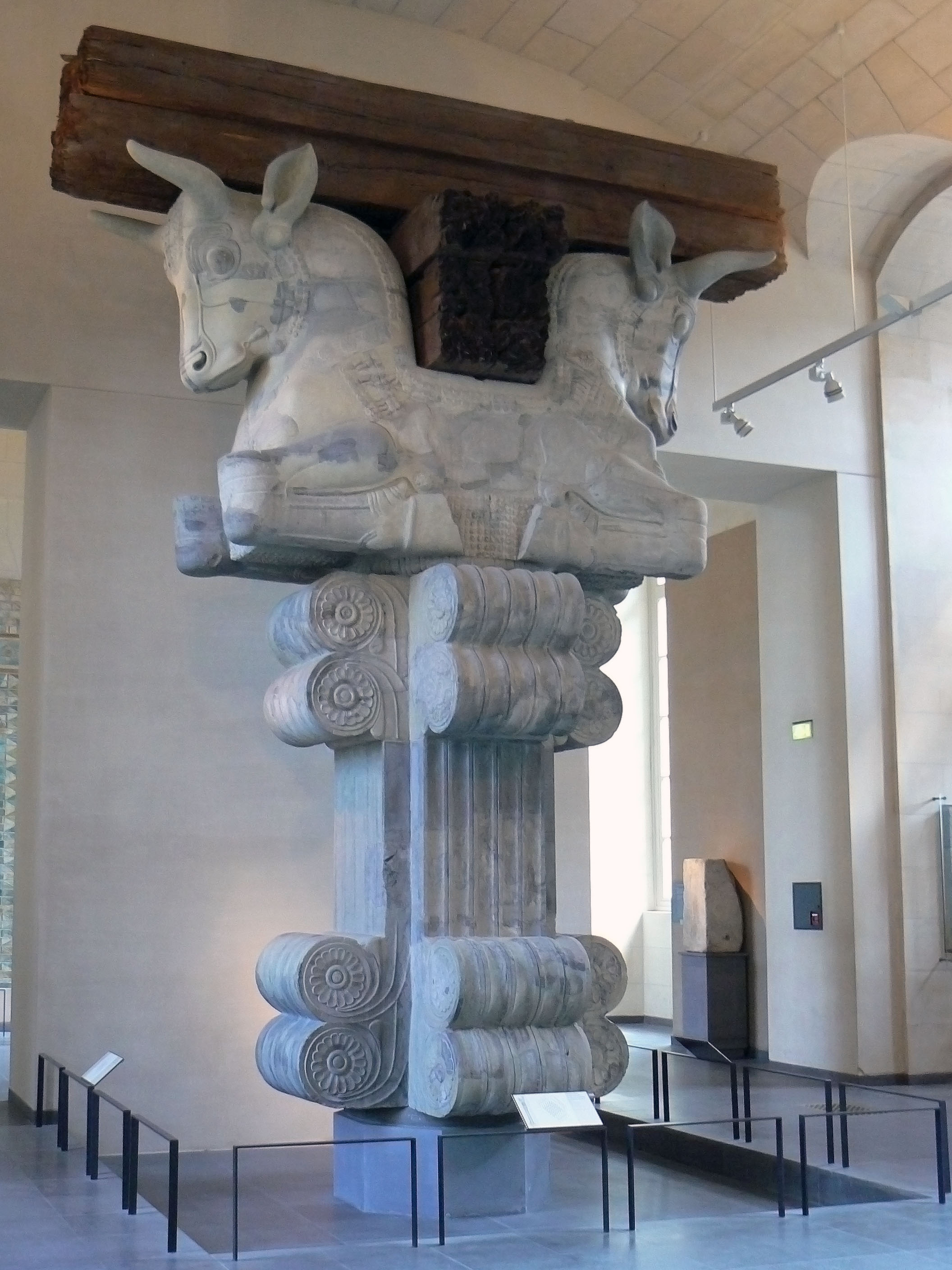
Capitello con tori dall'apadana dal Palazzo di Dario a Susa, ora al Museo del Louvre
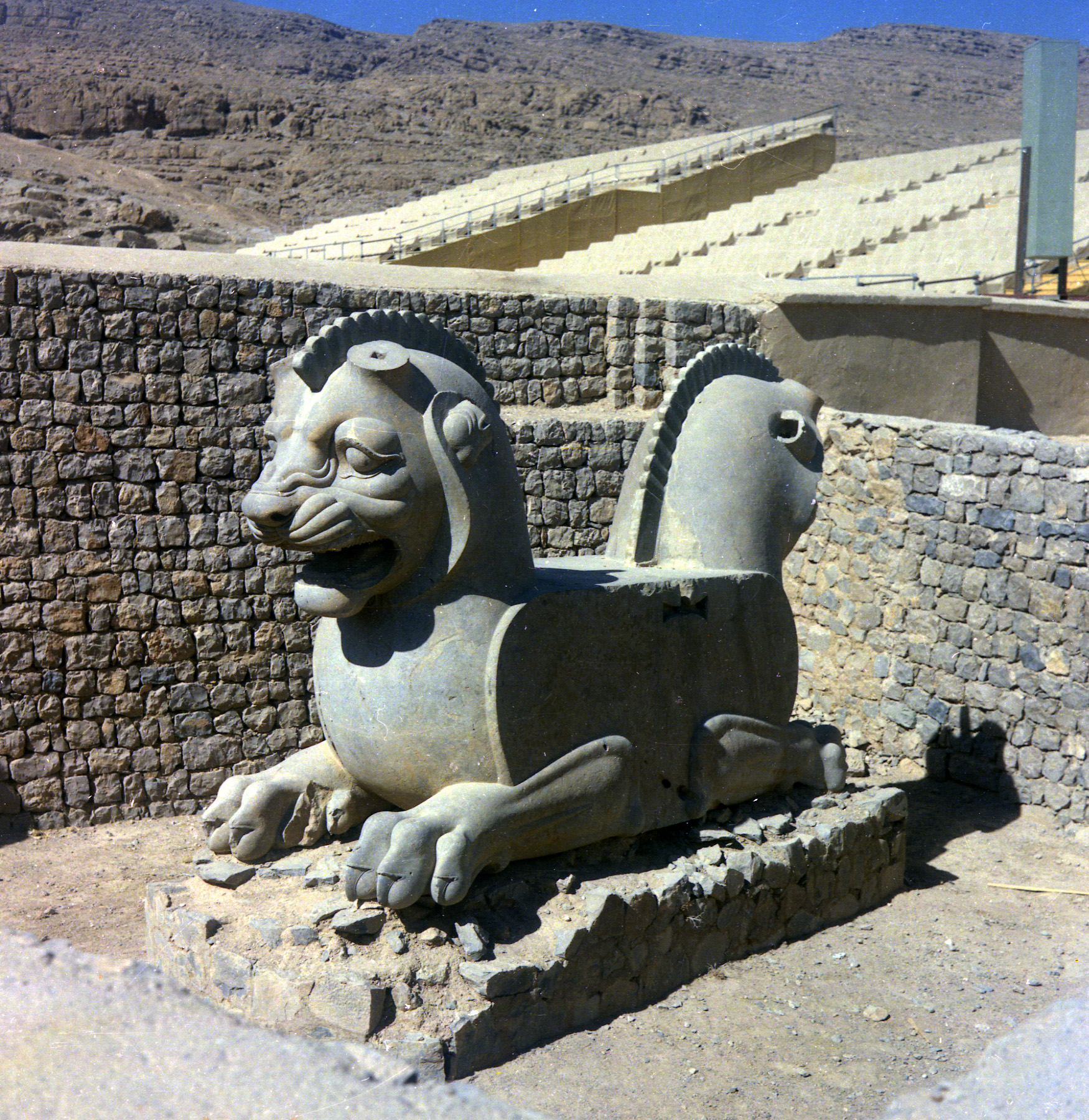
Capitello con leoni a Persepoli
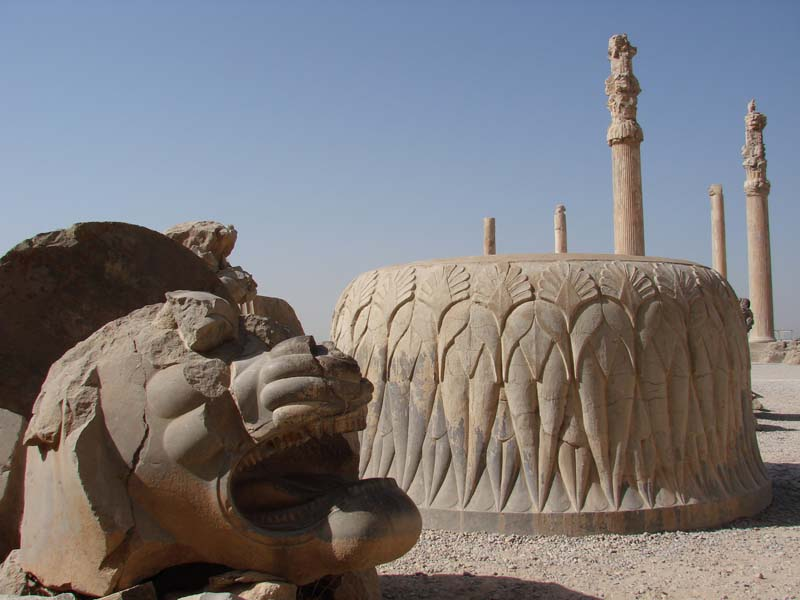
Frammento di leone e base di colonna a Persepoli
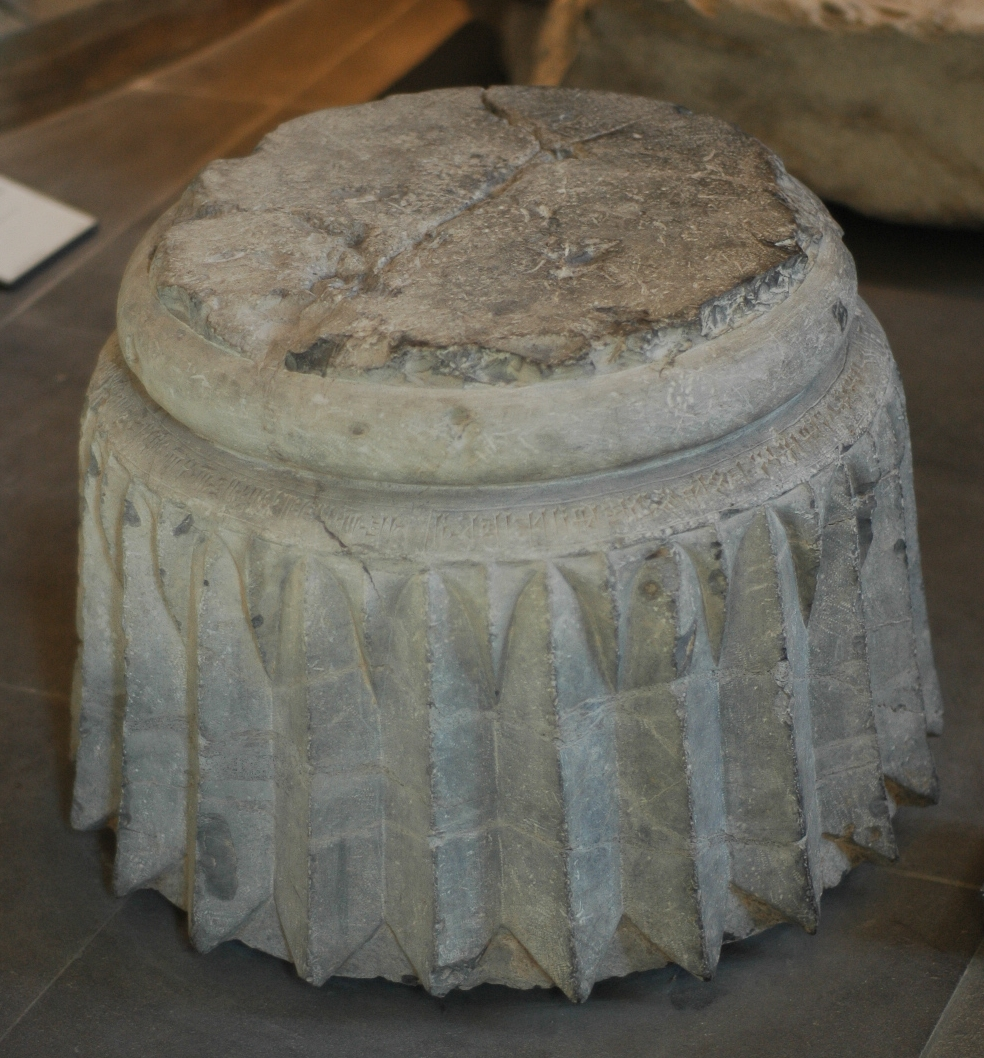
Base da Susa, con iscrizione
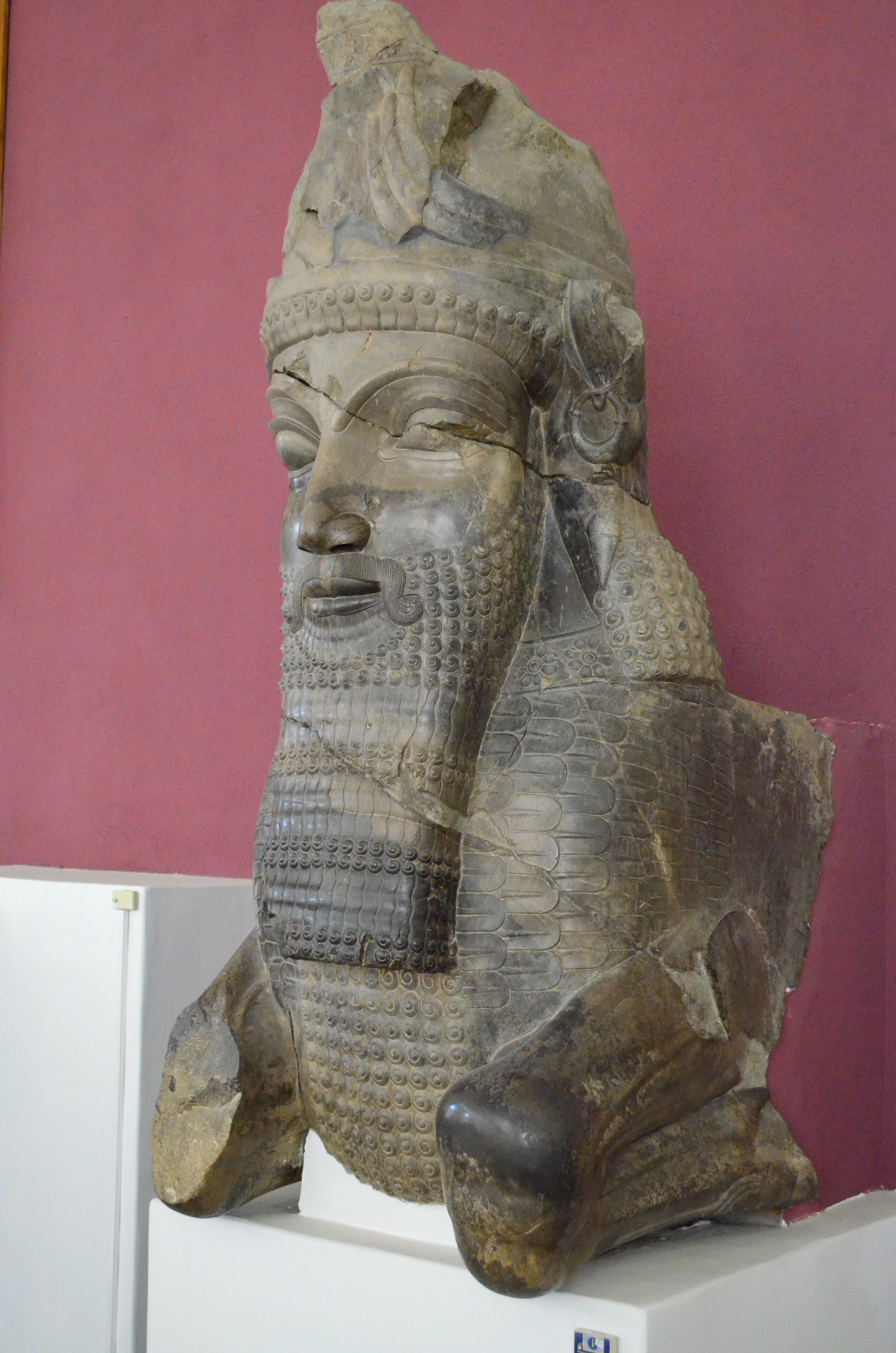
Capitello uomo-toro rotto a Persepoli
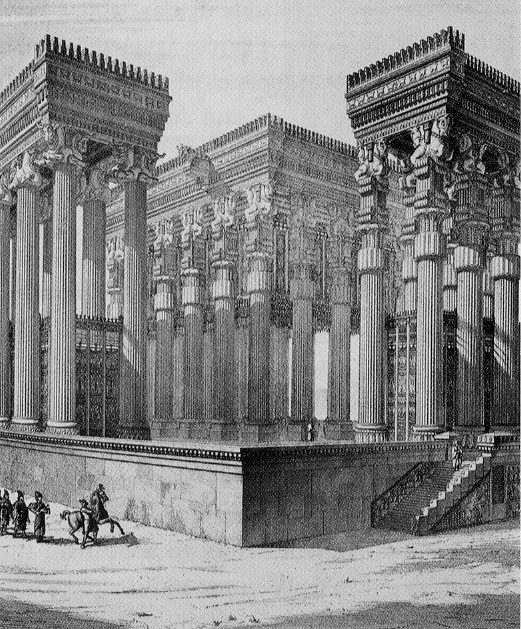
Ricostruzione di Persepoli del XIX secolo, di Flandin e Coste
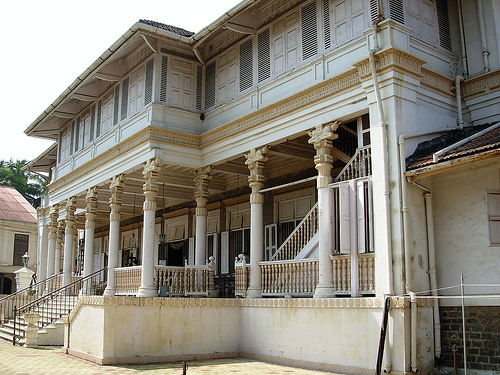
Il tempio Parsi Udvada Atash Behram, un tempio del Fuoco ad Udvada, India, 1894.
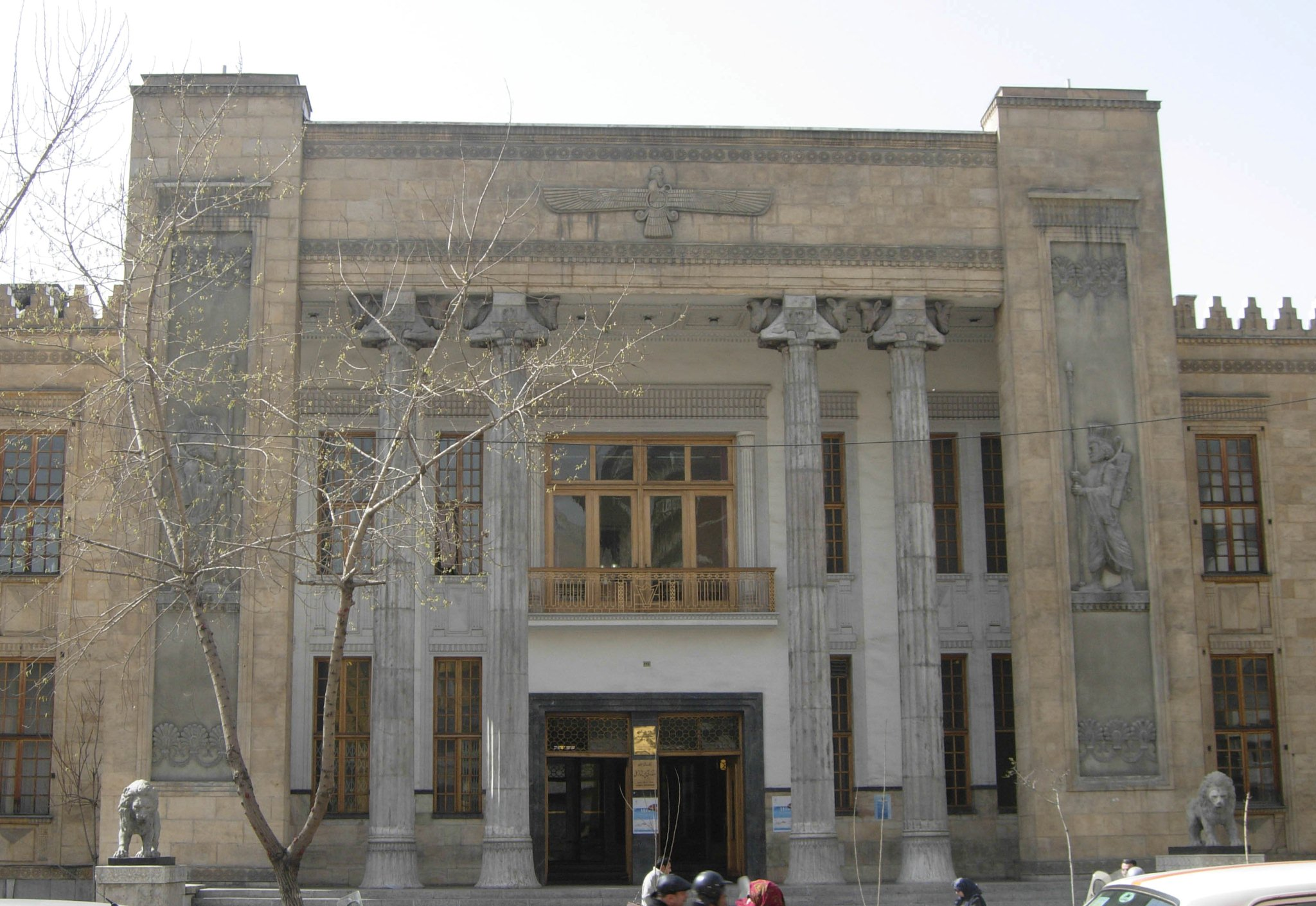
Edificio della banca Melli Iran, Ferdowsi Avenue, Teheran.
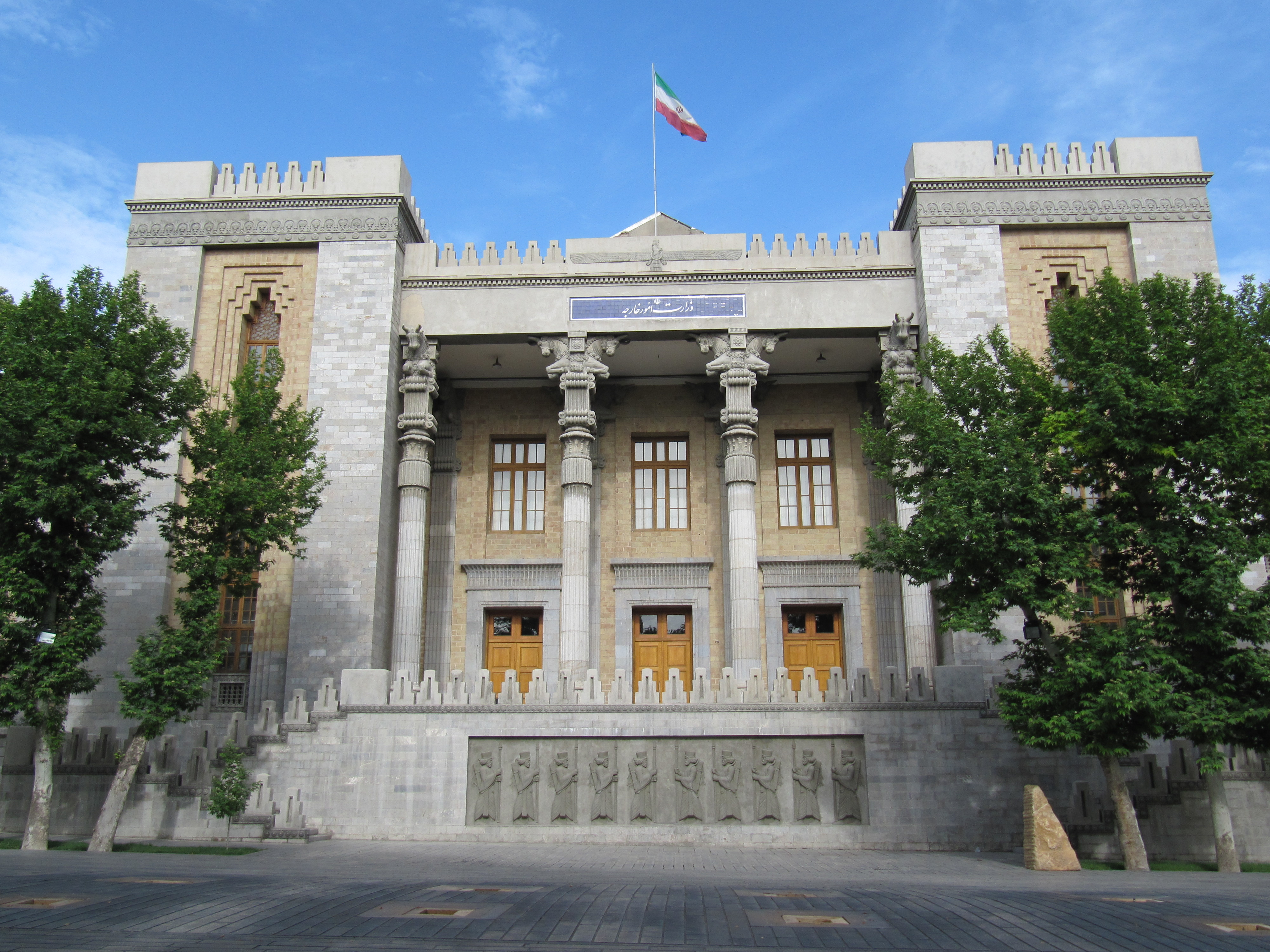
Revival: il moderno edificio del Ministero degli affari esteri iraniano, 1939.
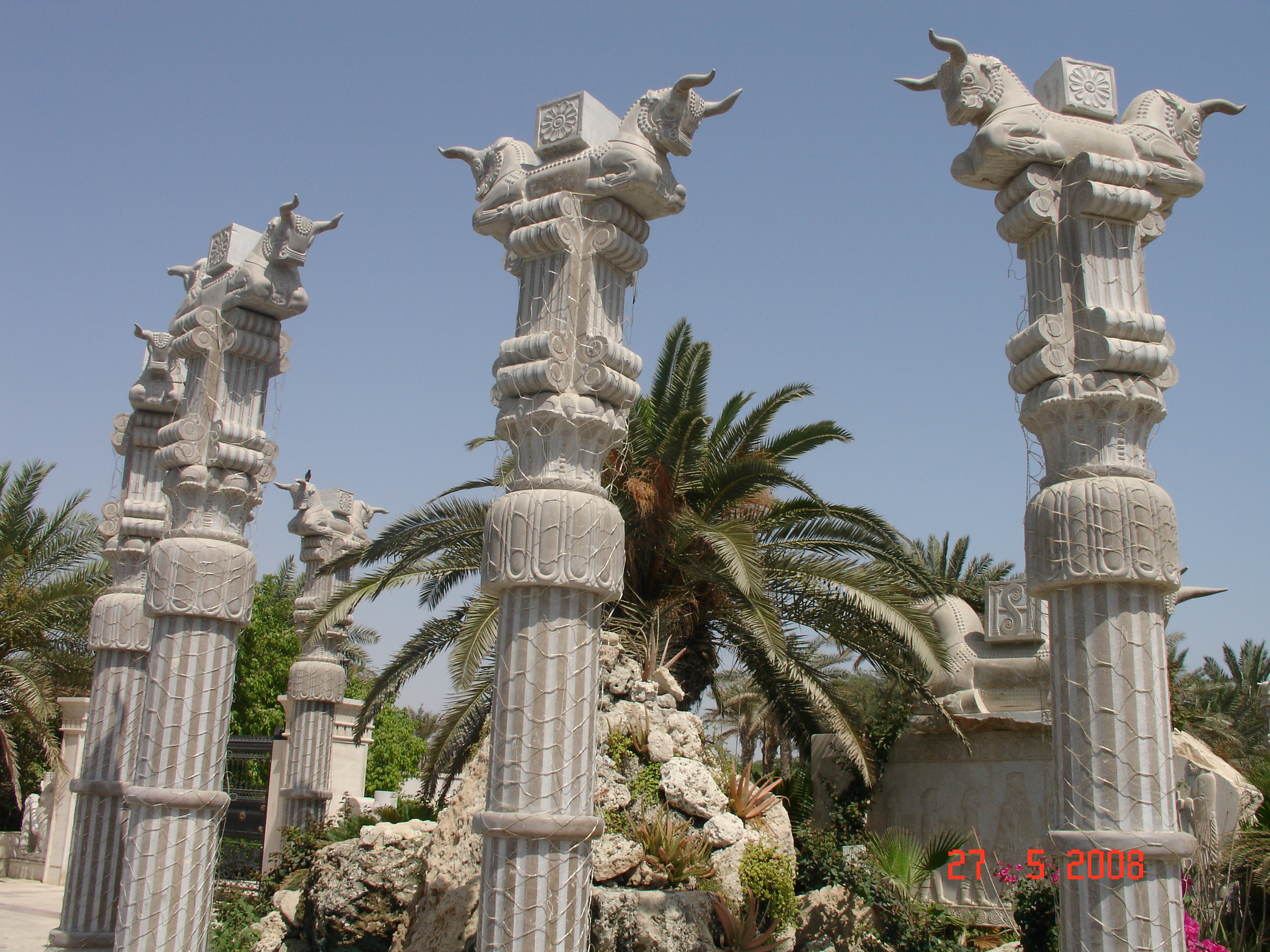
Colonne sospese con luci, Dariush Grand Hotel, 1999, isola Kish
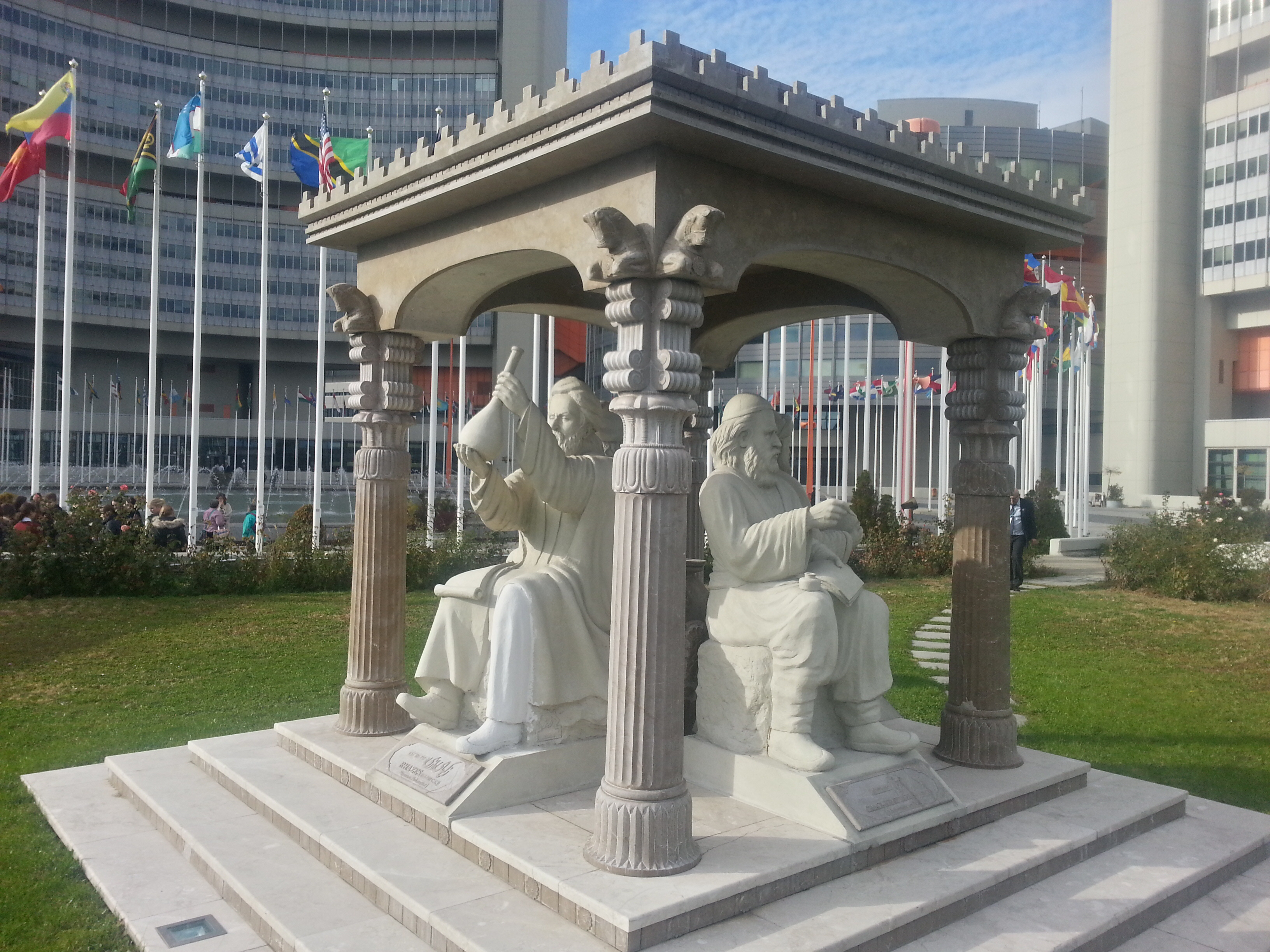
Padiglione degli studiosi a Vienna, 2009